# Partij voor de Dieren
Die Partij voor de Dieren (deutsch Partei für die Tiere), kurz PvdD, ist eine politische Partei in den Niederlanden. Die PvdD wurde im Oktober 2002 gegründet und wurde bis 2019 von Marianne Thieme geführt. Die Partei verfügt derzeit über etwa 30.000 Mitglieder. Die Parteizentrale befindet sich in Amsterdam.

## Politische Ausrichtung
Vorrangiges Ziel der Partei ist es, im niederländischen Grundgesetz Tierrechte zu verankern und beispielsweise Missstände in
der industriellen Tierhaltung oder in der Fischerei zu beseitigen sowie die Möglichkeiten für
Tierversuche zu begrenzen. Kritiker bemängeln, dass die Partei nur diese eine Botschaft habe. Tatsächlich gibt das Wahlprogramm nur vage Hinweise auf weitere Standpunkte. So wollen die Tierschützer die Privatisierung der Energiekonzerne rückgängig machen und Unternehmensgründern drei Jahre lang die Steuern ersparen. Sie befürworten eine großzügigere Asylpolitik. Im politischen Spektrum der Niederlande ist die PvdD eher links zu verorten. Im Vorfeld der Regierungsbildung Ende 2006 hatte Marianne Thieme ihre Bereitschaft erklärt, eine (damals nur theoretisch denkbare) Mitte-links-Koalition aus PvdA, Democraten 66, GroenLinks, ChristenUnie und SP zu unterstützen. Während einer Studie aus dem Jahr 2012 zufolge die Positionen der meisten niederländischen Parteien sich in den letzten Jahren nach rechts verschoben haben, lässt sich dies für die PvdD nicht feststellen.
Die PvdD unterstützt auch Demonstrationen gegen die Massentierhaltung unter dem Motto we zijn het MEGA zat in Amsterdam. Die Demonstrationen sind angelehnt an ähnliche Veranstaltungen unter dem Motto Wir haben es satt! in Deutschland.

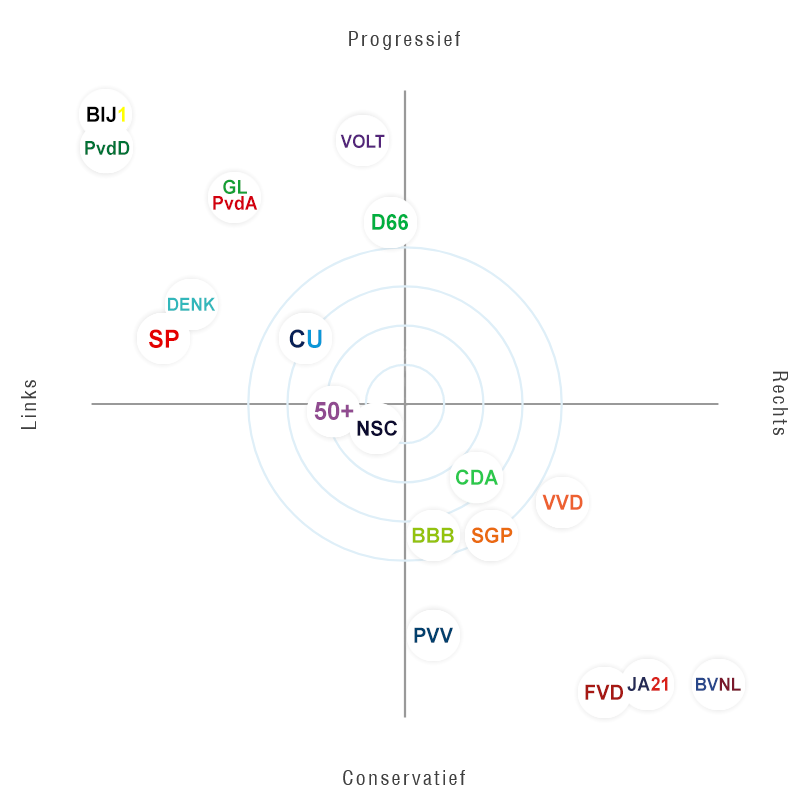
Zweidimensionales Modell des niederländischen Parteiensystems (2023), basierend auf dem Konzept des politischen Kompasses. In der sozioökonomischen Dimension ist die PvdD deutlich als links, in der soziokulturellen klar als progressiv verortet.

## Charakter der Partei
Die PvdD ist eine geschlossene Partei in dem Sinne, dass ihre Mitgliederkongresse nicht öffentlich tagen. Thieme erklärte dazu in einem Interview 2010, in der Eile der Gründung habe sie beim erstbesten Notar diese Empfehlung erhalten; später hätten die Mitglieder den Wunsch gehabt, die Regelung beizubehalten. Sie nennt ihre Partei eine getuigenispartij (etwa: Bekenntnispartei), darum stelle sie auch so viele Anfragen im Parlament. „Wir setzen uns nicht dafür ein, neun von zehn Menschen zu erreichen, sondern um die Menschen zu erreichen, die nicht neun von diesen zehn sein wollen.“

## Wahlen
Die PvdD beteiligte sich erstmals im Januar 2003 an der Wahl zur Zweiten Kammer der Generalstaaten, verfehlte jedoch mit einem Stimmanteil von 0,5 % einen Sitz. Bei der Europawahl 2004 erzielte sie 3,2 % der Stimmen.
Bei der Parlamentswahl 2006 erreichte die Partei mit 1,8 % der Stimmen und zwei Abgeordneten (Marianne Thieme und Esther Ouwehand) den Einzug in die Zweite Kammer und war damit die weltweit erste in einem nationalen Parlament vertretene Tierschutzpartei. Im Wahlkampf hatten unter anderem die Schriftsteller Harry Mulisch und Maarten ’t Hart die PvdD unterstützt.

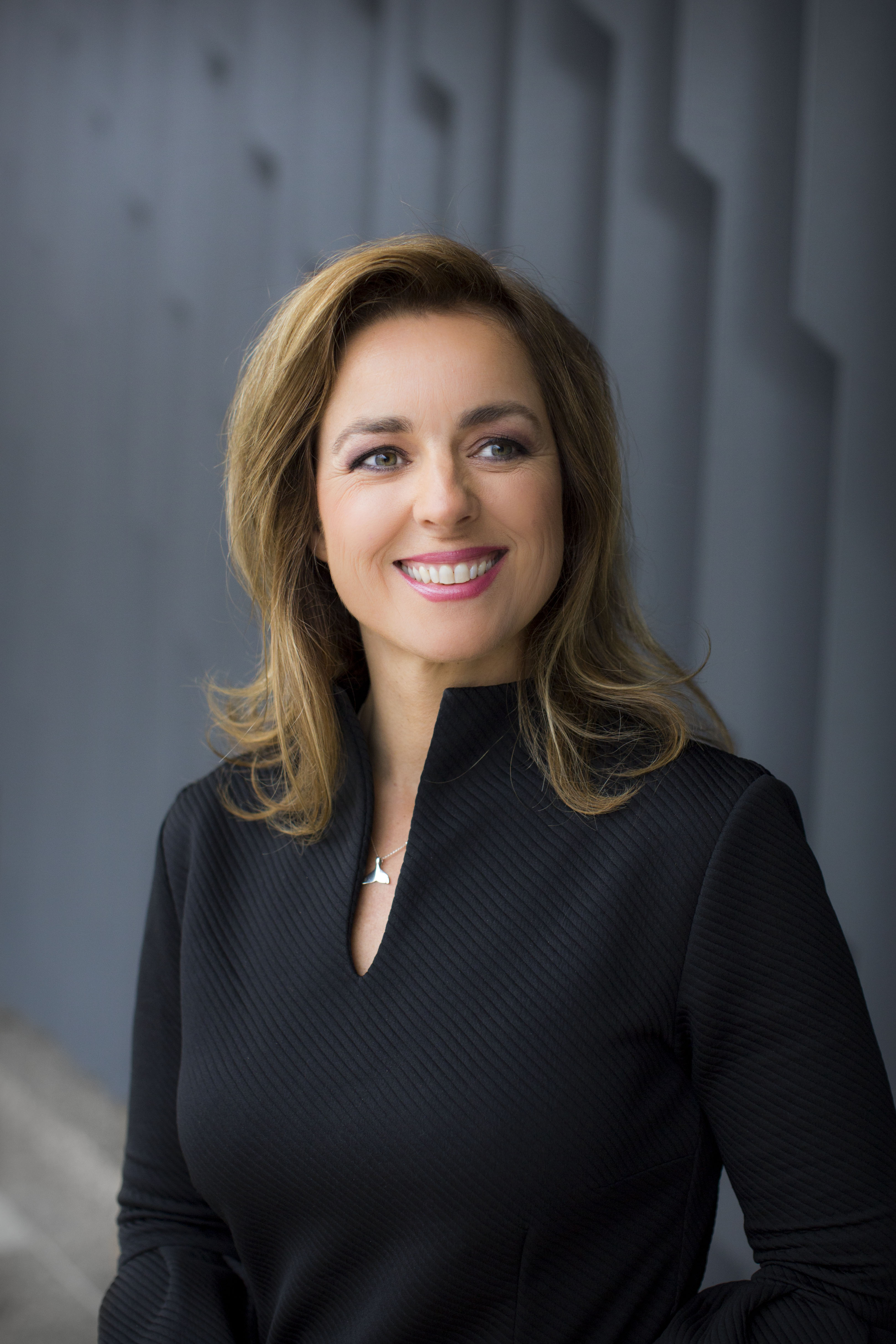
Ehemalige Parteiführerin Marianne Thieme

Bei den Wahlen zu den Provinciale Staten (Provinzparlamente) am 7. März 2007 konnte die PvdD mit einem Ergebnis von landesweit 2,5 % einen weiteren Erfolg verbuchen und verfügte in den Provinzparlamenten über insgesamt neun Abgeordnete. Auf Basis dieses Ergebnisses ist die PvdD seit dem 31. Mai 2007 auch mit einem Mitglied in der Ersten Kammer vertreten. Bei den nächsten Wahlen am 2. März 2011 sank der Stimmanteil der Partei auf 1,9 %, zwei Sitze in den Provinziallandtagen gingen verloren. Das Mandat in der Ersten Kammer konnte jedoch gehalten werden.
Bei der Europawahl 2009 verfehlte die Partei trotz einer leichten Steigerung auf 3,5 % erneut den Einzug in das EU-Parlament.
Bei der Kommunalwahl im März 2010 kandidierte die PvdD in nur sechs Städten; in jeder davon (darunter Amsterdam und Den Haag) hat die Partei jeweils einen Sitz erlangt.
Bei der Parlamentswahl 2010 verlor die PvdD etwa ein Drittel ihrer Wähler von 2006, konnte ihre beiden Mandate jedoch knapp verteidigen. Auch in der vorgezogenen Parlamentswahl im September 2012 konnte die PvdD ihre beiden Mandate halten (plus 0,6 Prozent).
Im März 2014 verdoppelte die Partei bei den Kommunalwahlen die Zahl ihrer Mandate und verfügte in einem Dutzend Städte oder Gemeinden über jeweils einen Sitz. Bei der Europawahl im Mai 2014 gelang der PvdD mit 4,2 Prozent der Stimmen erstmals der Einzug in das Europaparlament. Ihre Abgeordnete Anja Hazekamp schloss sich der Konföderalen Fraktion der Vereinten Europäischen Linken an.
Bei den Wahlen zu den Provinzparlamenten am 18. März 2015 konnte die PvdD die Zahl ihrer Sitze von sieben auf 18 steigern und war damit in zehn der zwölf Provinzen mit mindestens einem Mandat vertreten. Als Folge davon verfügte die Partei seit dem Mai 2015 über zwei Abgeordnete in der Ersten Kammer.
Bei der Parlamentswahl 2017 stieg die PvdD auf 3,2 % und gewann somit drei Sitze im Parlament hinzu. Allerdings verlor sie im Juli 2019 eines ihrer fünf Mandate, weil die Abgeordnete Femke Merel van Kooten-Arissen die Partei verließ.
Bei der Kommunalwahl vom März 2018 gewann die Partei 30 Mandate, insgesamt verfügte sie danach über 35 Sitze in Gemeinderäten. Bei den Provinzwahlen am 20. März 2019 errang die PvdD 20 Mandate und ist nun in allen Provinzen vertreten. Dadurch wuchs die Fraktion in der Ersten Kammer Ende Mai 2019 auf drei Mitglieder.

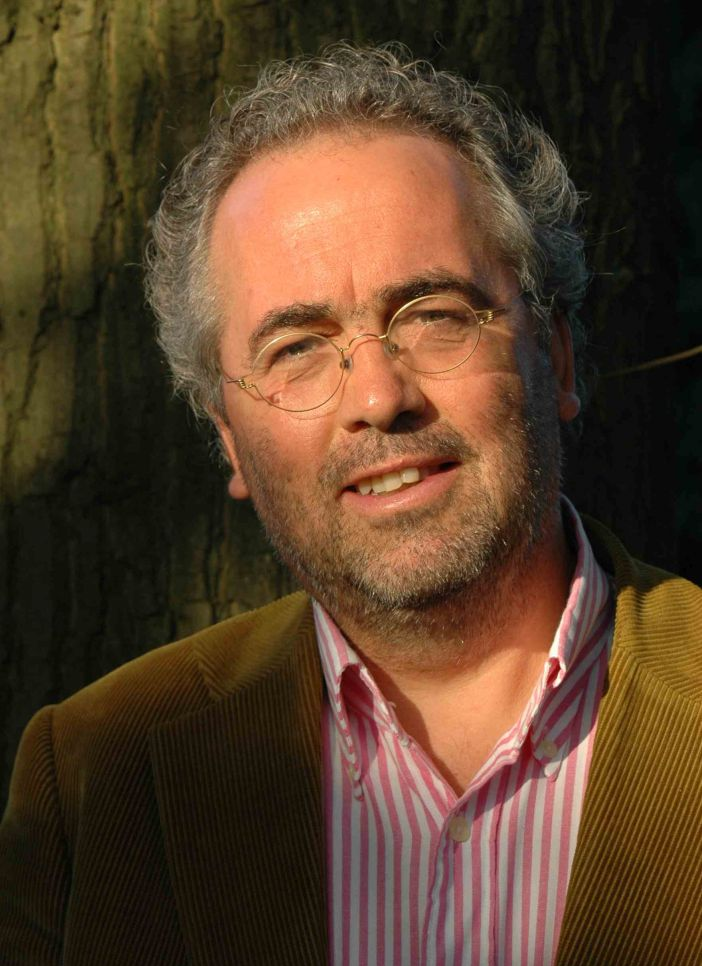
Niko Koffeman, Fraktionsvorsitzender in der Ersten Kammer

Bei der Europawahl 2019 erreichte die PvdD 4,0 % und verteidigte ihren Sitz. Bei der Parlamentswahl am 17. März 2021 konnte die Partei mit einem Ergebnis von 3,8 % ihre Sitzanzahl von fünf auf sechs steigern. Nach den Provinzwahlen 2023 bekam die Partij voor de Dieren insgesamt 4,8 % der Stimmen und erhöhte ihre Anzahl der Sitze auf 25, wobei sie erneut in allen Parlamenten vertreten ist. In der Provinz Noord-Holland erreichte sie 7,3 % der Stimmen.
Bei der Europawahl 2024 konnte die Partei ihr Ergebnis um 0,5 % auf 4,5 % steigern und erreichte damit ihr bestes Ergebnis bei Europawahlen, verfehlte jedoch knapp einen zweiten Sitz im Europaparlament. Einzige Abgeordnete ist weiterhin Anja Hazekamp.

### Wahlergebnisse
| Jahr | Wahl                | Stimmenanteil | Sitze |
| ---- | ------------------- | ------------- | ----- |
| 2003 | Parlamentswahl 2003 | 0,5 %         | 0/150 |
| 2004 | Europawahl 2004     | 3,2 %         | 0/26  |
| 2006 | Parlamentswahl 2006 | 1,8 %         | 2/150 |
| 2007 | Senatswahl 2007     | 2,1 %         | 1/75  |
| 2009 | Europawahl 2009     | 3,5 %         | 0/26  |
| 2010 | Parlamentswahl 2010 | 1,3 %         | 2/150 |
| 2011 | Senatswahl 2011     | 1,3 %         | 1/75  |
| 2012 | Parlamentswahl 2012 | 1,9 %         | 2/150 |
| 2014 | Europawahl 2014     | 4,2 %         | 1/26  |
| 2015 | Senatswahl 2015     | 3,6 %         | 2/75  |
| 2017 | Parlamentswahl 2017 | 3,2 %         | 5/150 |
| 2019 | Europawahl 2019     | 4,0 %         | 1/26  |
| 2019 | Senatswahl 2019     | 3,8 %         | 3/75  |
| 2021 | Parlamentswahl 2021 | 3,8 %         | 6/150 |
| 2023 | Senatswahl 2023     | 4,8 %         | 3/75  |
| 2023 | Parlamentswahl 2023 | 2,2 %         | 3/150 |
| 2024 | Europawahl 2024     | 4,5 %         | 1/31  |